# Ithomia negreta
Ithomia negreta är en fjärilsart som beskrevs av Dyar 1902. Ithomia negreta ingår i släktet Ithomia och familjen praktfjärilar. Inga underarter finns listade i Catalogue of Life.